# Oreodera bituberculata
Oreodera bituberculata es una especie de escarabajo longicornio del género Oreodera, tribu Acrocinini, subfamilia Lamiinae. Fue descrita científicamente por Bates en 1861.
El período de vuelo ocurre durante todos los meses del año.

## Descripción
Mide 11-20 milímetros de longitud.

## Distribución
Se distribuye por Bolivia, Brasil, Colombia, Ecuador, Guyana, Guayana Francesa, Paraguay y Perú.